# Letovicite
La letovicite è un minerale.